# 日東交通上総湊出張所
日東交通上総湊出張所（にっとうこうつうかずさみなとしゅっちょうしょ）は、かつて千葉県富津市湊に位置した日東交通富津営業所傘下の出張所。

## 概要
1994年の分社後は天羽日東バスとなっていたが、2017年10月1日に天羽日東バスが日東交通に吸収合併されたことにより、富津営業所の傘下にある出張所となった。
2019年に千葉県に甚大な被害をもたらした房総半島台風により構内の木造車庫は壊滅的被害を受け機能停止、そのまま復旧されることなく解体され車庫機能は2021年に同社富津営業所へと移管され出張所としての役割を終えた。
車庫は上総湊駅前にあり、同駅と佐貫町駅を発着するバス路線を管轄した。路線は鹿野山線の一部区間が君津市に入る以外は、全て富津市内で完結していた。
ここでは分社前の天羽日東バスの会社概要についても記述する。かつては日東交通富津観光営業所も併設しており、観光車・貸切車が所属していた頃もあった。
2021年4月11日に富津営業所に統合させることを同年4月5日に、同年12月10日で窓口業務を終了することを11月26日にホームページ上にて発表した。。

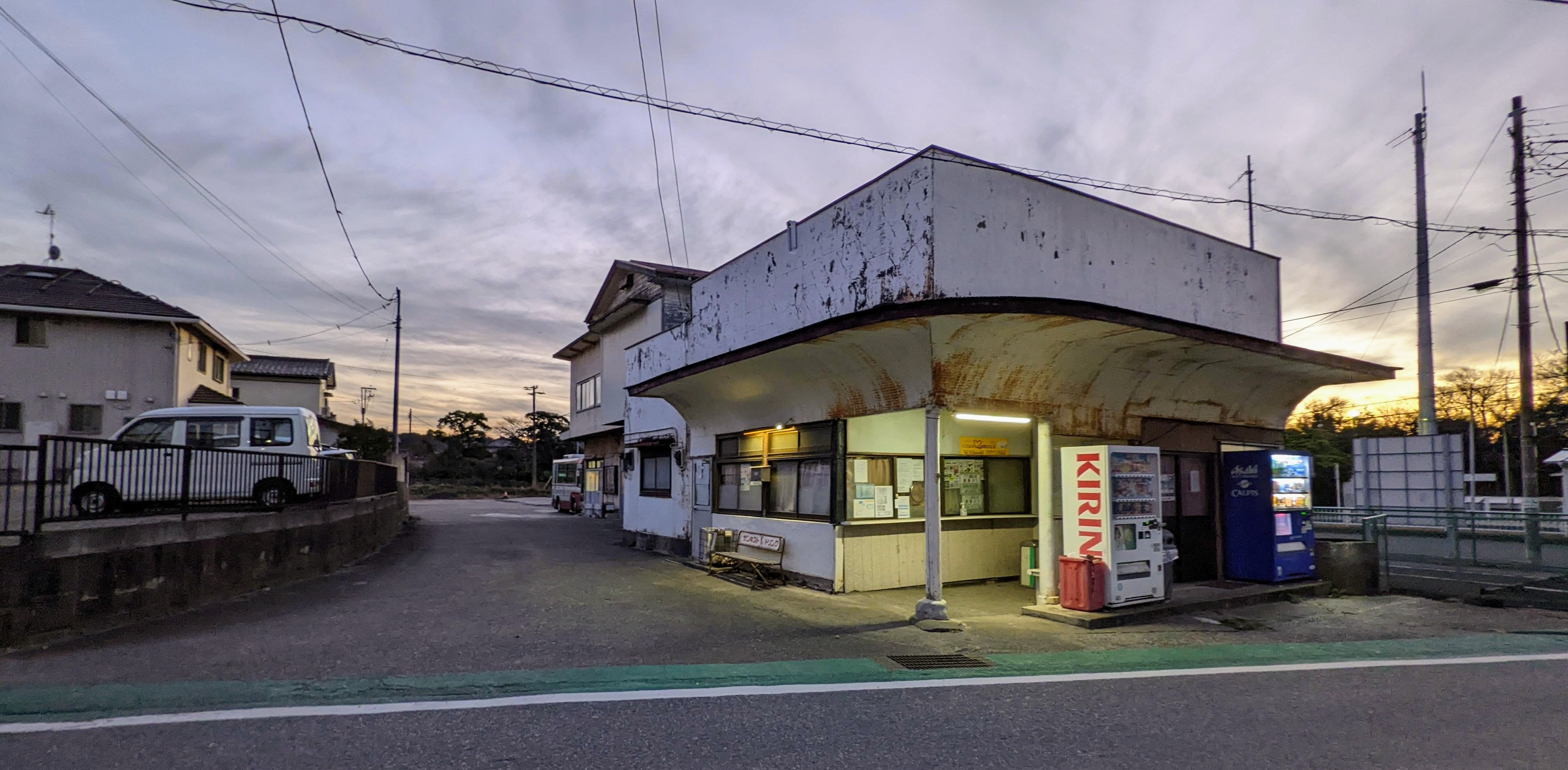
現在の上総湊出張所

## 閉業までの路線
当出張所の管轄する一般路線バス全線では、交通系ICカードが導入されていなかった。

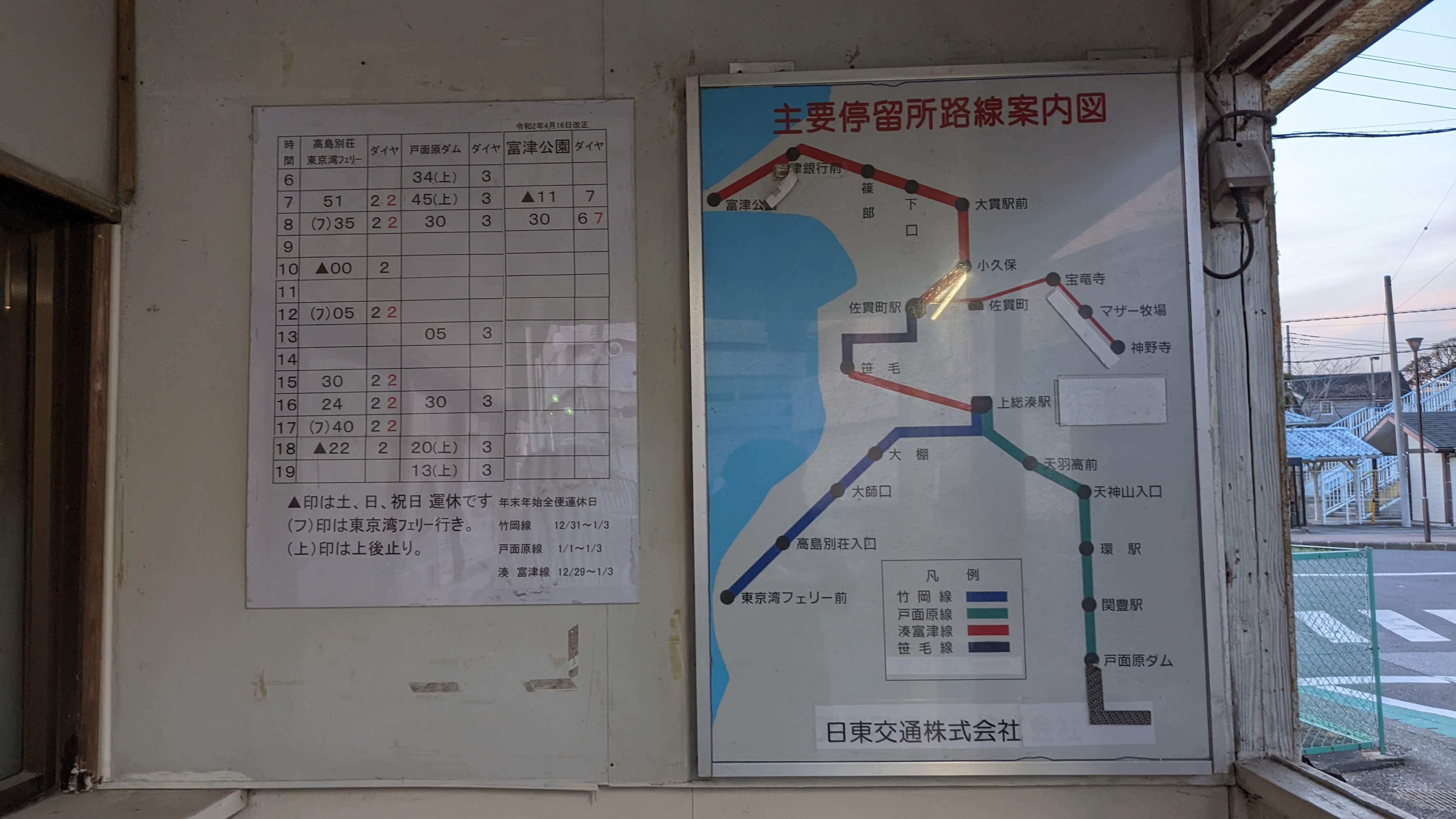
閉所後の路線案内

なお閉業後すべての路線は富津営業所へ移管されている。

### 急行バス
金谷 - マザー牧場線

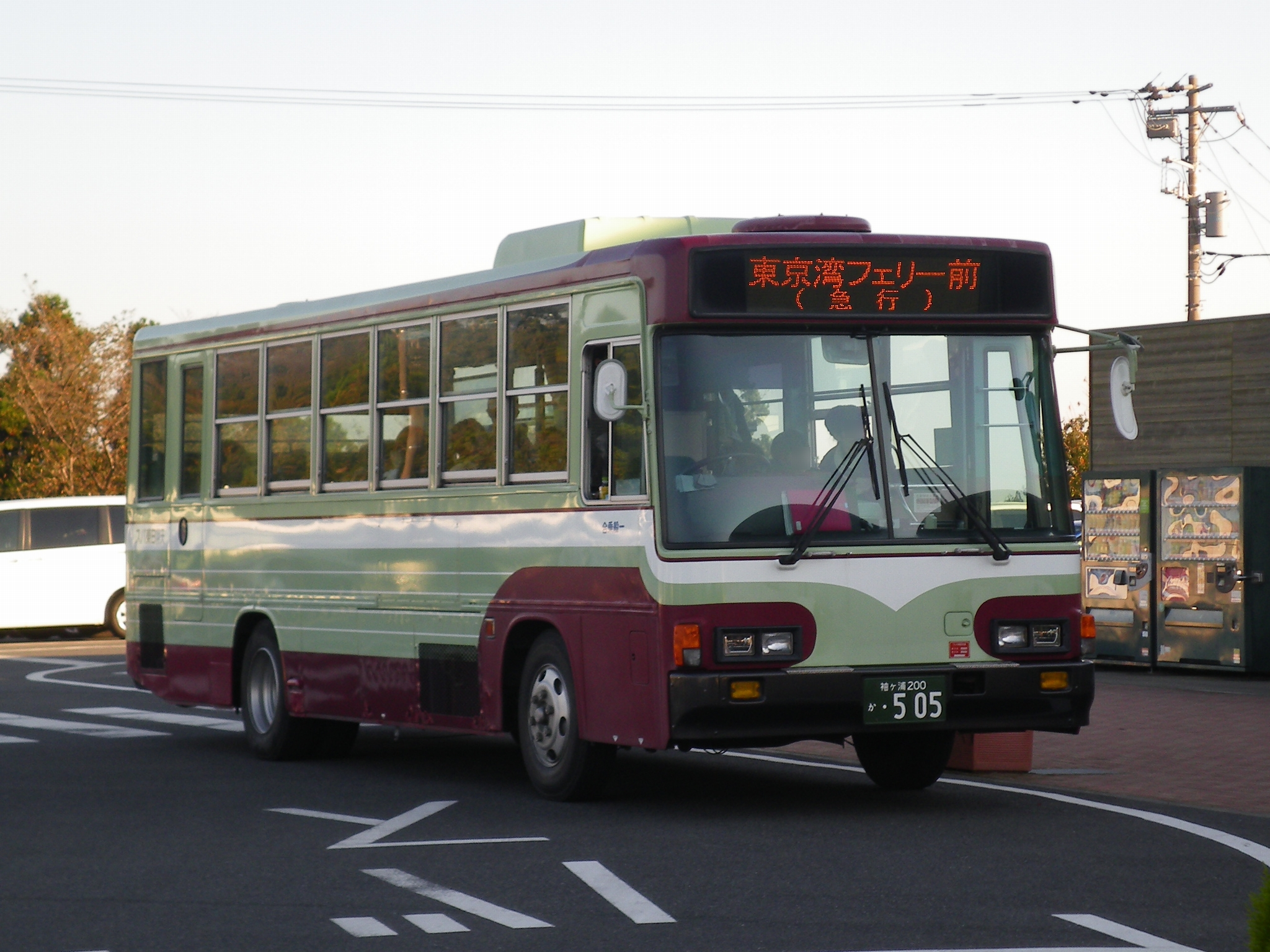
金谷 - マザー牧場線 マザー牧場にて

季節運行（主に土曜・休日と春休み・お盆休み期間中）路線である。なお、東京湾フェリーが欠航した場合は運休となる。東京湾フェリー（久里浜港）発行の「マザー牧場直行割引セット券（片道・往復）」購入者が優先で乗車可能だが、未購入者についても、当日空席があれば乗車可能となっている。
この路線は、もともと館山駅 - 東京湾フェリー - マザー牧場間で運行していた。しかし、利用客の減少などにより、1990年代に現在の運行区間に短縮され、今日に至っている。
- 東京湾フェリー - マザー牧場

### 路線バス
竹岡線

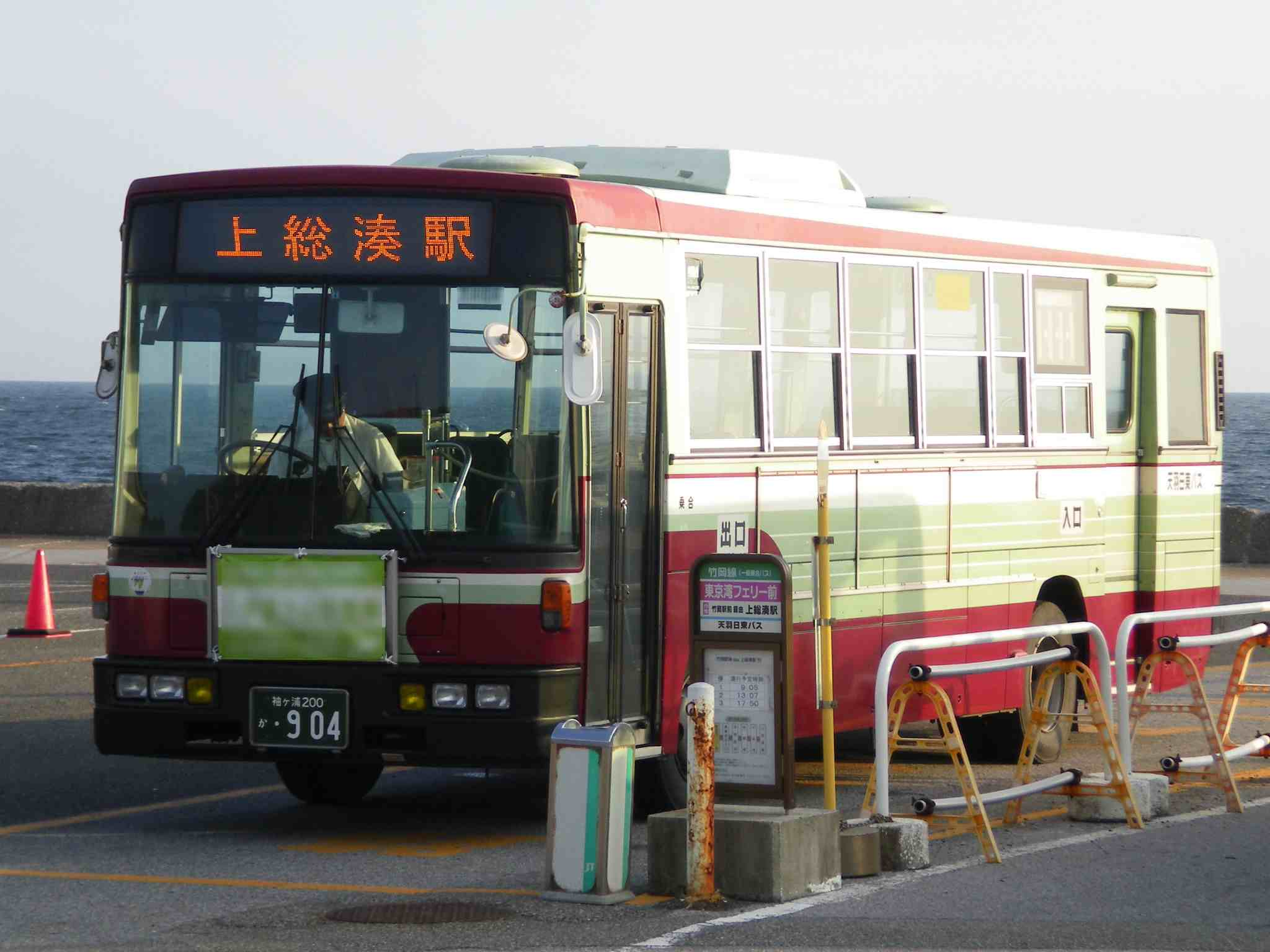
竹岡線 東京湾フェリーにて

上総湊駅と国道127号線を介して富津市南西部（竹岡・金谷地区）を結ぶ路線である。国道を走行する為、ゴールデンウィークやお盆休みなどで渋滞が発生した場合、定時運行ができない場合がある。

日東交通における運行再開時は、京浜急行電鉄・東京汽船（現：東京湾フェリー）と共に3社連絡ルート（京急品川 - 上総湊間）を形成していた。

2015年現在は運行される便のほとんどが高島別荘入口行きで、東京湾フェリー行き（コミュニティバス扱い）は1日3往復のみとなっている。
- 上総湊駅 - 竹岡橋 - 竹岡駅前 - 高島別荘入口 - 平磯海岸 - 東京湾フェリー
  - 1913年（大正2年）9月 - 万歳館が上総湊 - 安房北条（現在の館山）間を開業。
  - 1931年（昭和6年）11月18日 - 池田友一が上総湊 - 竹岡間を開業（その後、外房遊覧自動車に路線譲渡）。

鹿野山線

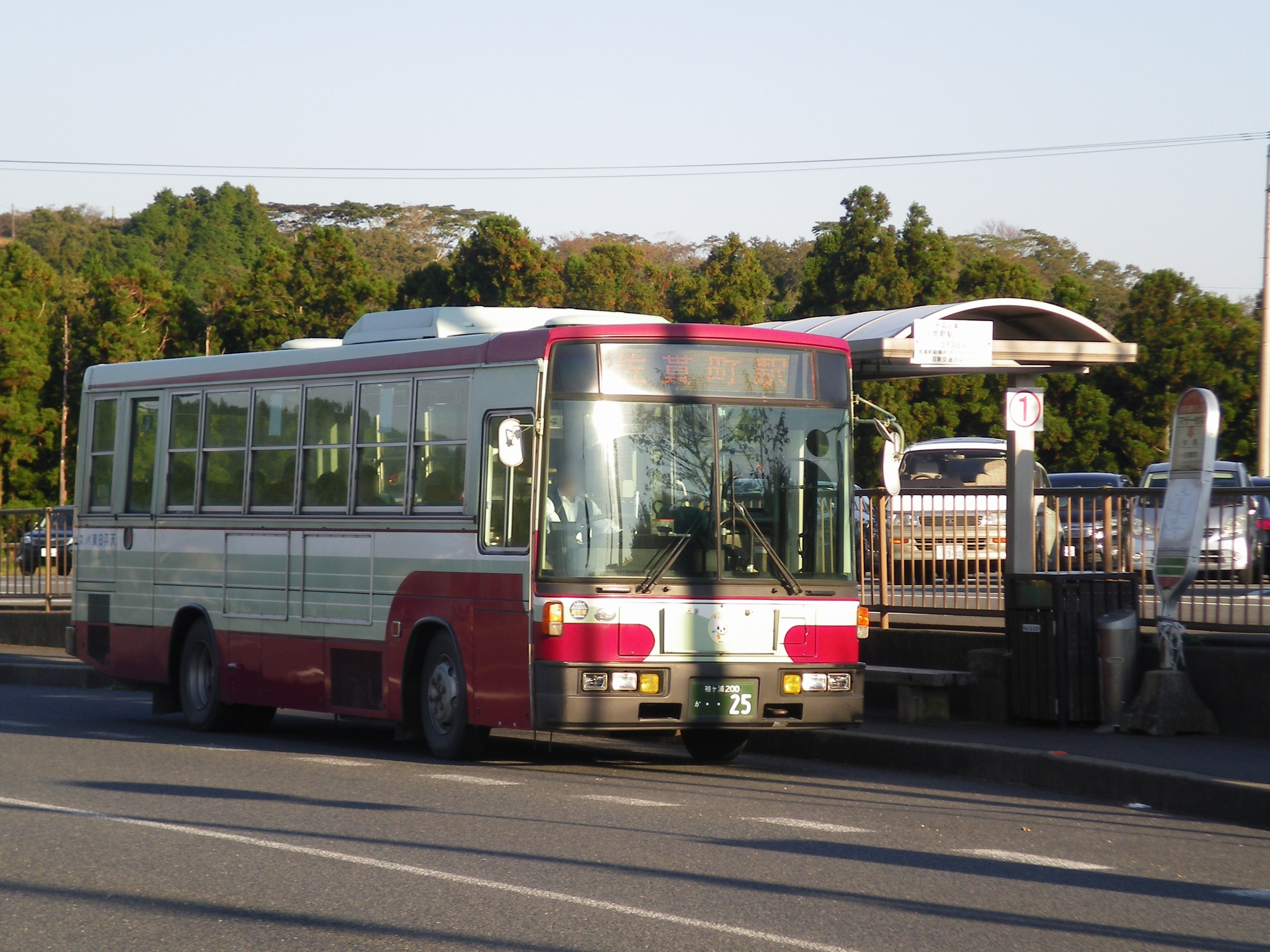
鹿野山線 マザー牧場にて

佐貫町駅と鹿野山を結ぶ路線である。また、沿線には観光施設（マザー牧場）もあることから春休みなどの多客時は臨時便が運行されることもある。

また、佐貫町駅行は、シーズン中の道路規制により迂回運行（上総湊経由）する場合がある。
- 佐貫町駅 - 佐貫郵便局前 - 宝竜寺 - 周南入口 - 山麓 - マザー牧場 - 神野寺
- 佐貫町駅 - 佐貫郵便局前 - 宝竜寺 - 周南入口 - 山麓
  - 1925年（大正14年）5月24日 - 佐貫自動車商会が佐貫町 - 鹿野山間を開業。
  - 1930年代（昭和初期） - 小幡自動車が佐貫町 - 鹿野山間を運行。
  - 1987年（昭和62年）10月1日 - 自由乗降（午房谷 - 神野寺間）を開始する。
  - 2002年（平成14年）4月1日 - [天羽日東バス]富津営業所から移管。
  - 2018年（平成30年）10月1日 - 一部の便が山麓止まりとなる。

### コミュニティ路線
かつて運行していた一般路線バスの廃止代替バス（21条バス）に端を発する。同社で車両を用意するという運行形態を採用している。
戸面原線

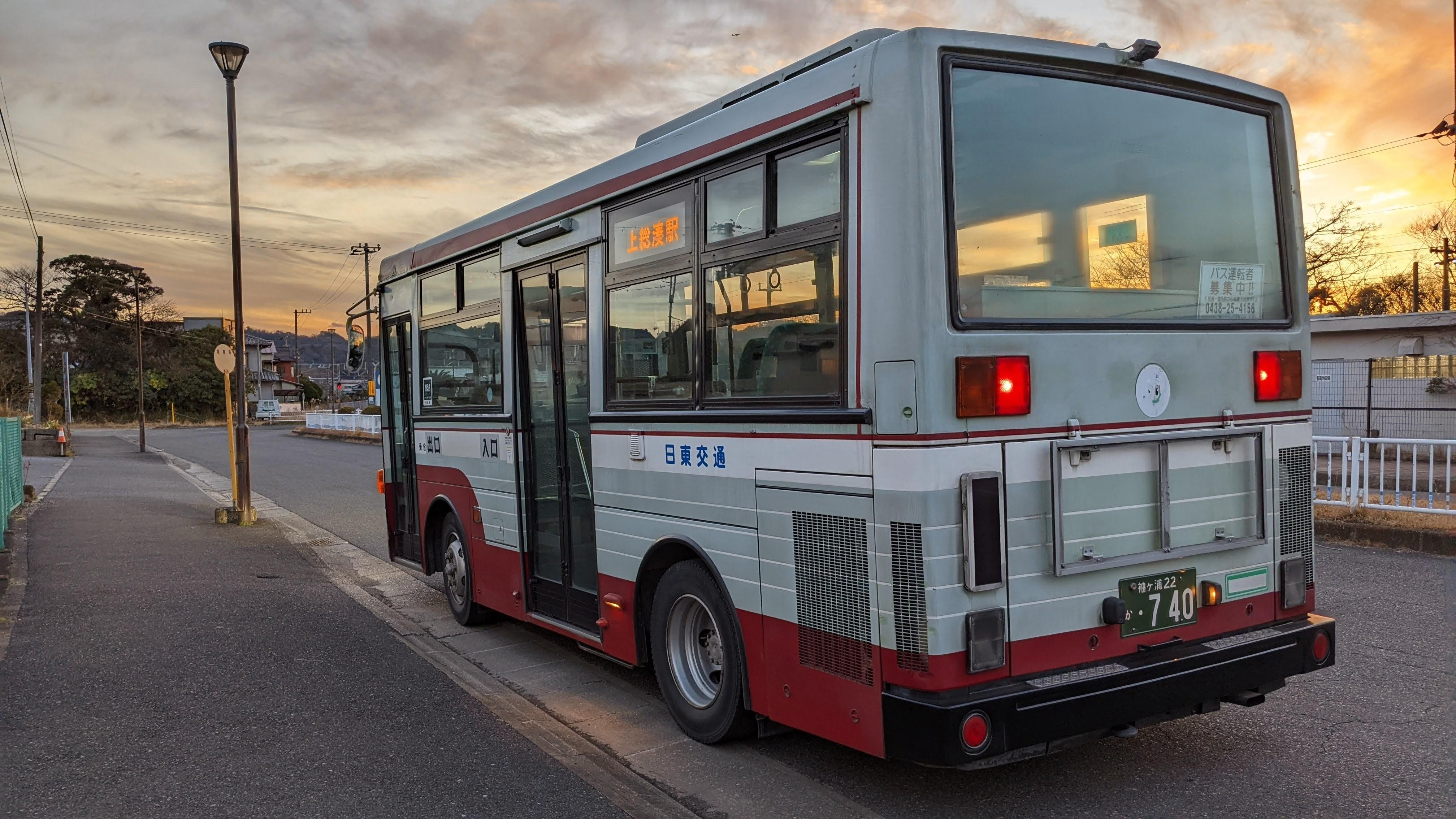
戸面原線　上総湊駅前

上総湊駅と富津市南東部（関豊地区）を結ぶ路線である。全盛期（1960年代）は上総湊 - 鴨川間を結ぶ国鉄連絡バスの役割を担っていた。その名残から現在でも「環駅」・「関豊駅」と「○○駅」と付く停留所があるのも特徴である。
- 上総湊駅 - 天羽高校前 - 湊小学校前 - 天神山入口 - 環(たまき)駅 - 上後(うえご) - 関豊(せきとよ)駅 - 戸面原（とづらはら）ダム
- 上総湊駅 - 天羽高校前 - 湊小学校前 - 天神山入口 - 環駅 - 上後
  - 1922年（大正11年）1月3日 - 笹生万吉が上総湊 - 豊岡間を開業。
  - 1929年（昭和4年） - 東大和田までの支線を開業。
  - 1933年（昭和8年） - 鴨川まで路線を延長する。
  - 1935年（昭和10年）4月11日 - 同区間を競合していたみなと自動車の運行分を笹生が譲り受ける（その後みなと自動車は同年6月11日に解散）。
  - 1938年（昭和13年）9月3日 - 外房遊覧自動車（のちの外房内湾自動車）に路線を譲渡する。
  - 1987年（昭和62年）10月1日 - 自由乗降（環駅 - 金束（こづか）駅間）を開始する。
  - 1989年（平成元年）10月1日 - 戸面原ダム - 金束駅間を代替路線に移行する。
  - 2005年（平成17年）10月1日 - [天羽日東バス]戸面原ダム - 金束駅間を廃止する。
  - 2015年（平成27年）4月1日 - [天羽日東バス]一部の便が上後折返しとなる。

湊富津・笹毛線
上総湊駅・佐貫町駅と富津公園を結ぶ路線である。全盛期は全便が上総湊駅発着だったが、現在は上総湊駅 - 佐貫町駅はバスの出入庫を兼ねた運行（富津公園行は朝、上総湊駅行は夕方のみ）に留まっている。また、夏期は富津ジャンボプールまで延長運転される。
また、湊富津線（上総湊駅 - 佐貫町駅 - 富津公園）と笹毛線（佐貫町駅 - 笹毛）はもともと別々の路線だったが、1997年から1998年にかけて段階的に改変を行い、最終的に湊富津・笹毛線として完全統合された。
- 上総湊駅 - 笹毛 - 佐貫町駅 - 小久保 - 大貫駅前 - 川名 - 富津公園
- 笹毛 - 佐貫町駅 - 小久保 - 大貫駅前 - 川名 - 富津公園
- 佐貫町駅 - 小久保 - 大貫駅前 - 川名 - 富津公園
  - 1913年（大正2年）4月 - ＜湊富津線＞笹生万吉が上総湊 - 佐貫町間を開業（しかし鉄道開業により廃止）。
  - 1926年（大正15年）7月5日 - ＜笹毛線＞新舞子自動車商会が佐貫町 - 新舞子海岸間を開業。
  - 1927年（昭和2年）9月15日 - ＜笹毛線＞高良浜まで路線を延長する。
  - 1928年（昭和3年）3月20日 - ＜湊富津線＞白井自動車が佐貫町 - 大貫町 - 富津町間を開業。
  - 1930年代（昭和初期） - ＜笹毛線＞小幡自動車が佐貫町 - 新舞子間を運行。
  - 1932年（昭和7年）7月1日 - ＜湊富津線＞原徳治が上総湊 - 佐貫町間を開業。
  - 1988年（昭和63年）10月1日 - ＜湊富津線＞・＜笹毛線＞代替路線に移行する。(?)
  - 1997年（平成9年）頃 - [天羽日東バス]＜湊富津線＞上総湊駅 - 佐貫町駅間で笹毛経由便（一部の便）を新設する。
  - 1999年（平成11年）4月1日 - [天羽日東バス]＜湊富津線＞上総湊駅 - 佐貫町駅間が全便、国道（127号線）経由から笹毛経由へ移行する。

## 過去の路線

### 廃止路線
高速・東京湾フェリー（金谷港） - 千葉線
日東交通・千葉中央バスとの共同運行路線だった。天羽日東バス（当時）にとって初の高速路線だったが、当初から利用客の低迷が続き、運行開始からわずか9ヶ月で廃止となった。
因みに途中の君津バスターミナルでは乗車・降車を共通で取り扱い、そこから東京駅・羽田空港各方面の高速バスに乗り換え可能であった。
- 東京湾フェリー（金谷港） - 君津バスターミナル - 千葉駅
  - 2004年（平成16年）12月22日 - [天羽日東バス]運行を開始する。
  - 2005年（平成17年）9月16日 - [天羽日東バス]廃止

湯沢線
鴨川日東バスとの共同運行路線だった。金束では長狭線（当時）、湯沢では鋸南町営循環バスにそれぞれ連絡、運賃は200円均一だった（当時）。この路線の廃止後も現在の長狭 - 金谷線における同区間のみの利用に限っては210円の均一運賃が引き継がれている。
- 金束 - 山中峠 - 湯沢
  - 2002年（平成14年）1月1日 - [天羽日東バス]運行を開始する。
  - 2005年（平成17年）10月1日 - [天羽日東バス]廃止

### 移管路線
富津市役所・君津駅線
大貫駅東口から富津市役所・青堀駅を経て君津駅南口を結ぶ路線である。当初、市役所閉庁日（土曜・休日及び年末年始）は全便運休となっていたが、2012年（平成24年）10月1日より君津駅南口への延長の際に早朝の1往復を除き毎日運行へと変更された。
- 大貫駅東口 - 富津市役所 - 下飯野 - 青堀駅 - 人見大橋 - 君津駅南口
- 大貫駅東口 - 富津市役所 - 下飯野 - 青堀駅 - 人見大橋 - アピタ前 - 君津駅南口
  - 2002年（平成14年）4月1日 - [天羽日東バス]富津営業所から移管。
  - 2012年（平成24年）10月1日 - [天羽日東バス]青堀駅 - アピタ前（一部便のみ経由） - 君津駅南口間を延長。
  - 2017年（平成29年）10月1日 - 天羽日東バスの吸収合併に伴い、当出張所の管轄となる。
  - 2017年（平成29年）10月16日 - 当出張所から富津営業所へ再び移管。

## 車両

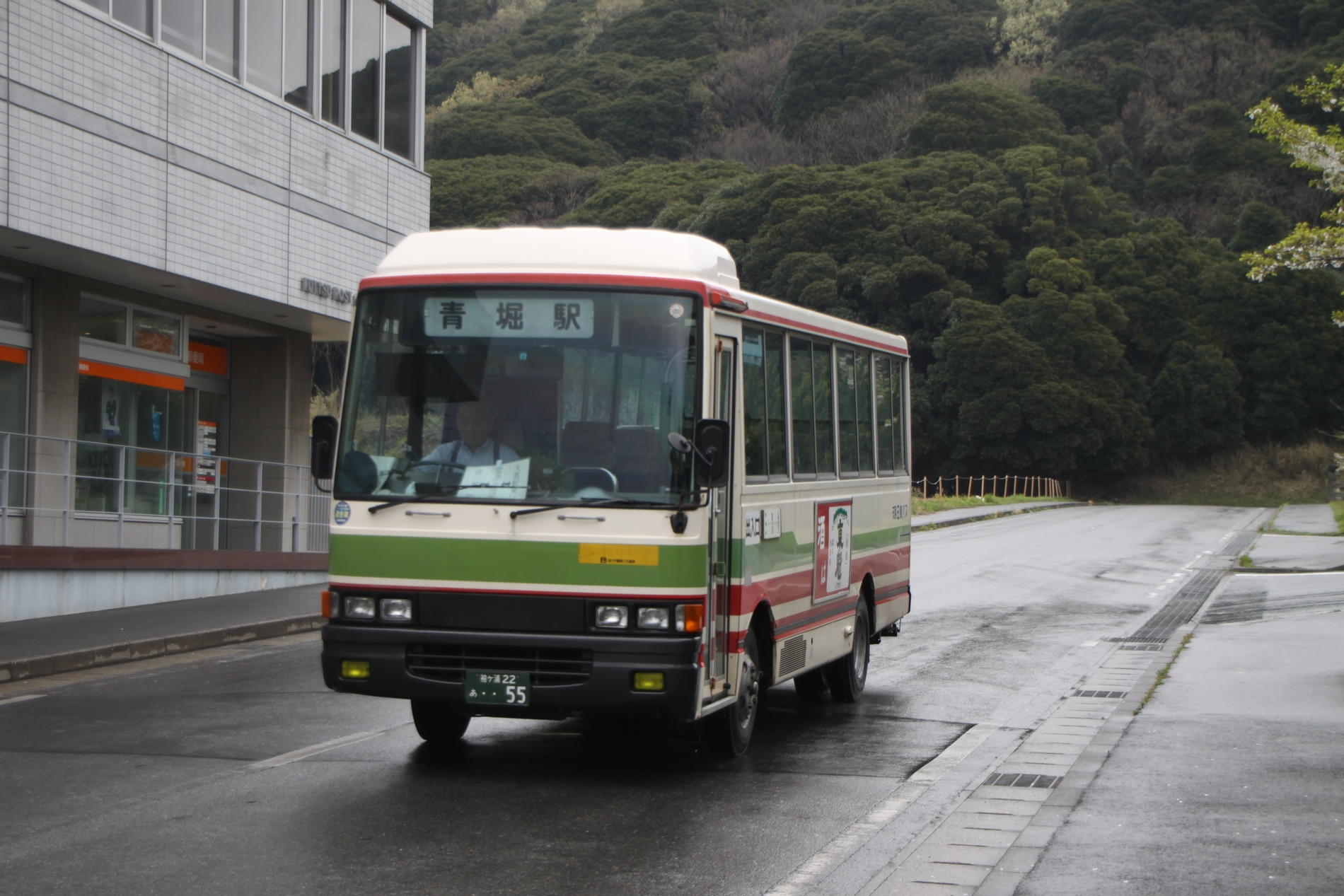
富津市役所線を走るバス（日野・レインボーRB）

国内3メーカーを揃えている。分社当初に日東交通から移籍した車両は前後扉車（後は引戸）を占めていた（一部例外あり）が、2016年（平成28年）に前後扉車は全廃された。現在在籍している中型車は前中扉車のみである。
かつては大型車両（日産ディーゼル・U/UAなど）も在籍していた。

2016年に入り、木更津営業所や富津営業所からRN、エアロミディME（元・君津市コミュニティバス用）が移籍しており、ワンステップやノンステップの低床車両が導入された。エアロミディMEは、君津市時代そのままの塗装（水色・黄緑）で使用されている。
車載機器については、整理券発行機・運賃箱は小田原機器製、運賃表示器はレシップ製、車内放送装置・LED式方向幕はクラリオン製のものをそれぞれ採用している。
- いすゞ自動車
  - ジャーニーK（一般路線用）
- UDトラックス/日産ディーゼル
  - RN、RM（一般路線用）
- 三菱ふそう
  - エアロミディME（一般路線用）

## 天羽日東バス
当時、同社の利用客数が最盛期である1969年（昭和44年）と比べて、全線で約4割まで減少し、路線縮小や廃止につながることから、地域に密着した運営で合理化・省力化を図ることを目的に、1994年（平成6年）4月25日に館山日東バス・鴨川日東バスと共に天羽日東バスが設立され、同年10月1日より営業を開始した。
しかし、その後は近年になって少子高齢化や沿線の過疎化など社会的環境に変化が生じ、子会社として独立した運営を続けることは厳しくなり、2017年（平成29年）10月に日東交通本体へ吸収・併合され、公共交通の再構築が図られることになった。

### 沿革
- 1994年（平成6年）
  - 4月25日 - 会社設立。
  - 10月1日 - 日東交通から（富津営業所）湊出張所を分社化、営業を開始する。
- 1998年（平成10年）12月5日 - グループ共同で環境定期券制度を導入する。
- 2011年（平成23年）7月1日 - グループ共同でノーカー・サポート優待証制度を導入する[10]。
- 2017年（平成29年）
  - 10月1日 - 日東交通へ吸収合併され、同社富津営業所傘下の出張所となる[9]。
  - 10月11日 - 会社解散[11]。